# Бірківська сотня (Гадяцький полк)
Бірківська сотня (вона ж і Борківська)  — військова та адміністративна одиниця за Гетьманщини. Поперемінно перебувала в декількох полках, але переважно була у Гадяцькому полку, при якому початково і була створена. Сотений центр — містечко Бірки (нині село у Зіньківському районі Полтавської обл.)

## Історія
Сформована наприкінці 1648 року у складі Гадяцького полку. Невдовзі, у зв'язку з його ліквідацією за Зборівською угодою, 16 жовтня 1649 року козацькі поселення та 98 козаків включено до складу Полтавського полку, а не некозацькі населені пункти та посполиті увійшли до Гадяцького староства, підпорядкованого безпосередньо Гетьманату. Борківська сотня перебувала у складі Полтавського полку від жовтня 1649 до початку 1662 року як перша (бо у цьому полку вже була сотня з такою ж назвою із центром у інших Борках, на Пслі).
У 1662 році, з утворенням Зіньківському полку, перебувала у ньому до його реорганізації у Гадяцький полк. У складі останнього знаходилась до ліквідації у 1724 році. Територія була розділена між Зіньківською, Лютенською та Ковалівською сотнями.

## Сотенний устрій

### Сотники
- Теличенко Мишко (Мисан) (? — 1649 — ?)
- Савич Семен (? — 1659 — ?)
- Ісаєнко Андрій (? — 1672—1672 — ?)

### Писарі
- Корнійович Василь (? — 1654 — ?)

### Отамани
- Ємець Григорій (? — 1654 — ?)
- Мандик Мисько (? — 1676 — ?)